# Pulteney Bridge

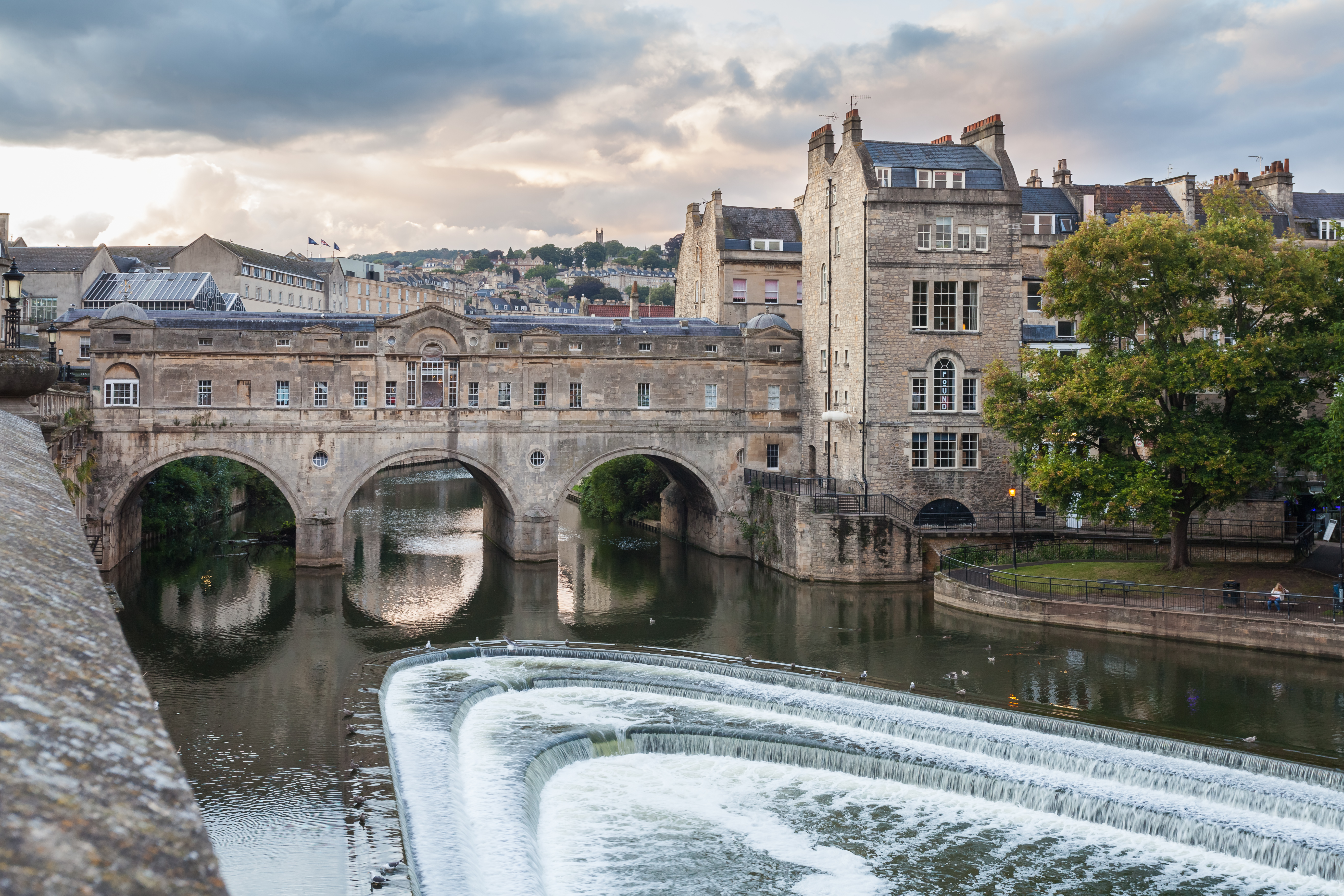

Pulteney Bridge is een brug over de Avon in het Engelse Bath. De bebouwde brug werd afgewerkt in 1774. De brug is nu 45 meter lang en 18 meter breed. Ze werd ontworpen door Robert Adam en werd vernoemd naar Frances Pulteney, de vrouw van Sir William Pultney, een Schotse advocaat en parlementslid. 
Het is een van de weinige bebouwde bruggen ter wereld, samen met de Ponte Vecchio in Firenze, de Krämerbrücke in Erfurt, High Bridge in Lincoln en de Rialtobrug in Venetië.